# Hipólito Lázaro
Hipólito Lázaro Higueras (Barcellona, 13 settembre 1887 – Barcellona, 14 maggio 1974) è stato un cantante lirico spagnolo.
È stato considerato il successore di Enrico Caruso, e comparato con il leggendario Giovanni Battista Rubini.

## Biografia
Dopo aver iniziato come soprano nel Convento del Sacro Cuore di Gesù (Sagrado Corazón de Jesús) della sua città, dove ha potuto seguire la classe del missionario Hipólito Escorihuela, ha debuttato all'età di 18 anni ad Olot con la Marina di Emilio Arrieta, iniziando a prendere lezioni con il maestro Blanch. 
Il suo debutto italiano arrivò nel 1910, al Teatro Tosi Borghi di Ferrara. 
Durante l'estate del 1911 è apparso in una serie di concerti tenuti in Inghilterra, con lo pseudonimo di Antonio Manuele. 
In Spagna debuttò professionalmente al Teatro de Novedades di Barcellona, con La favorita, di Donizetti. 
Ha poi cantato Rigoletto, L'africana, Il trovatore, Carmen, Aida e Tosca. Ha anche partecipato alla guerra del Rif.
La sua scarsa tecnica vocale lo ha portato a Milano, per studiare con Enrico Cotti.
Dopo aver cantato a Londra, El Cairo, Alessandria d'Egitto e Porto Said, debuttò con La bohème nel Teatro Dal Verme di Milano nel 1911, il duca di Mantova in Rigoletto con Riccardo Stracciari nel Teatro Costanzi di Roma e con Isabeau, di Pietro Mascagni, nel Teatro Carlo Felice di Genova. 
Mascagni lo considerò il suo tenore preferito, affidandogli il ruolo di Ugo nella Parisina nel 1913 al teatro La Scala.
Nel 1914 è Osaka in Iris (opera) con Emma Carelli, Rodolfo ne La bohème, Ugo in Parisina e Fernando ne La favorita con Mattia Battistini a Roma dove nel 1915 è Enzo ne La Gioconda con Ernestina Poli, Flora Perini e Stracciari, il protagonista in Faust con Giuseppe Danise e Nazzareno De Angelis, Mario Cavaradossi in Tosca con la Poli e Stracciari e Dick Johnson ne La fanciulla del West con la Poli e Danise.
Come protetto di Mascagni è stato il tenore del verismo per eccellenza, viaggiando per cantare al Teatro Colón di Buenos Aires tra il 1915 ed il 1922, dove ha interpretato La fanciulla del West, Manon Lescaut, Tosca, Il piccolo Marat, La Gioconda, Cavalleria rusticana, Isabeau, Manon, La bohème, Francesca da Rimini, Iris, Aida e La Dolores. Andò poi a New York, dove interpretò Madama Butterfly (1920), a L'Avana, e a Porto Alegre con I puritani e a Rio de Janeiro, dove cantò Tannhäuser nel 1914.
Nel 1918 ha debuttato al Metropolitan Opera House come il Duca del Rigoletto con Giuseppe De Luca (baritono) e Maria Barrientos. 
L'interpretazione ebbe un esito formidabile, come sottolineò la prima pagina del New York Herald: 
Dal 1921 è stato un importante Radames nell'Aida. Nel 1924 si è esibito nel teatro La Scala di Milano con l'opera La cena delle beffe, di Umberto Giordano, diretta da Arturo Toscanini.
La sua carriera terminò a L'Avana nel 1950, con le opere Marina, Aida e Rigoletto. Ha scritto due libri, El libro de mi vida (1968), una autobiografia, e Mi método de canto (1947), un testo didattico per gli studenti di canto lirico, ed in particolare per i futuri tenori.
È morto 24 anni dopo nella sua nativa Barcellona, il 14 maggio del 1974, all'età di 87 anni.